# Battaglia di Monterotondo
La battaglia di Monterotondo fu uno scontro armato, svoltosi il 25 ottobre 1867, tra truppe garibaldine in marcia verso Roma e truppe pontificie di stanza a Monterotondo. Terminò con la vittoria dei garibaldini.

## Svolgimento
Nell'ottobre 1867 Giuseppe Garibaldi organizzò una spedizione di volontari alla conquista di Roma. Confinato a Caprera, diede ai suoi comandanti l'ordine di muoversi verso il Lazio. Il generale si sarebbe unito ai soldati in un secondo tempo e avrebbe guidato la marcia decisiva sull'Urbe. Sapeva di violare gli accordi tra Italia e Francia, ma era convinto che, davanti al fatto compiuto, Napoleone III non avrebbe scatenato una guerra contro l'Italia.
Garibaldi evase da Caprera il 19 ottobre e si unì ai suoi volontari nell'agro romano, mettendosi in marcia verso Roma. La chiave di volta del piano era la conquista di Monterotondo, da dove si controllano la via Salaria e la via Nomentana. In un primo tempo il generale decise di attaccare il 24 ottobre ma le guide scomparvero e il terreno fu reso fangoso dalla pioggia. La mattina del 25 ottobre Garibaldi decise l'attacco puntando alle due porte: Porta Romana e Porta Ducale.
Le colonne di Eugenio Valzania e di Caldesi attaccano Porta Romana, ma vennero respinte dopo un fitto fuoco di fucileria. Anche la colonna di Mosto fallì l'attacco a Porta Ducale. Dopo due nuovi attacchi a Porta Romana, guidati dal figlio Menotti, Garibaldi decise un attacco notturno. I garibaldini spinsero un carro pieno di zolfo sulla porta incendiandola, poi, dopo aver cannoneggiato la porta, attaccarono. Gli attaccanti lanciarono un altro carro in fiamme sull'ingresso del castello, che alla fine venne preso.
Nonostante la vittoria Garibaldi subì perdite considerevoli e non riuscì a vincere la decisiva battaglia di Mentana, svoltasi il 3 novembre 1867, la cui sconfitta segnò la fine dell'avventura garibaldina.